# مولان (فیلم ۲۰۲۰)
مولان (انگلیسی: Mulan) نام یک فیلم سینمایی آمریکایی در ژانر اکشن حماسی به کارگردانی نیکی کارو است که در سال ۲۰۲۰ منتشر شد. این اثر بر اساس فیلم پویانمایی به همین نام در سال ۱۹۹۸، که خود آن نیز بر گرفته از افسانه‌های فولکلور چینی «تصنیف مولان» ساخته شده‌است. در این فیلم بازیگرانی همچون لیو ییفئی در نقش اصلی، در کنار دانی ین، جیسون اسکات لی، یوسون آن، گونگ لی و جت لی ایفای نقش می‌کنند. فیلم‌نامه آن توسط ریک جافا، آماندا سیلور، لورن هینک و الیزابت مارتین به رشتهٔ تحریر درآمده است.
نخستین نمایش مولان در ۹ مارس ۲۰۲۰ در هالیوود بود. این فیلم که قرار بود به‌طور انتشار گسترده اکران شود، به دلیل دنیاگیری کروناویروس چندین بار به تعویق افتاد، اما در نهایت در تاریخ ۴ سپتامبر ۲۰۲۰، در ایالات متحده به نمایش درآمد. فیلم به‌طور کلی با واکنش‌های مثبتی از سوی منتقدان همراه بود، که صحنه‌های اکشن و عملکرد تیم بازیگری مورد تحسین قرار گرفت، اما منتقدان نسبت به فیلم‌نامهٔ آن انتقاداتی داشتند.

## داستان
در چین امپراتوری، هوا مولان دختری ماجراجو و پرجنب‌وجوش است، چیزی که موجب نارضایتی پدر و مادرش، ژو و لی، می‌شود؛ آن‌ها امیدوارند که روزی دخترشان با شوهری شایسته ازدواج کند. در دوران جوانی، مولان برای بررسی شایستگی‌اش به نزد خواستگارگیر فرستاده می‌شود، اما به‌دلیل بروز حادثه‌ای، آبرویش در برابر خانواده‌اش می‌رود و او را ننگین می‌خوانند.
در شمال کشور، یکی از دژهای مرزی امپراتوری به‌دست جنگجویان خاقانات روران به فرماندهی بُری‌خان اشغال می‌شود. آن‌ها از جادوگری به نام شیانیانگ کمک می‌گیرند که با استفاده از جادوی خود، به‌شکل یکی از سربازان زنده‌مانده درمی‌آید و خبر حمله را به امپراتور چین می‌دهد. امپراتور پس از شنیدن خبر، فرمان بسیج عمومی صادر می‌کند و دستور می‌دهد از هر خانواده یک مرد به ارتش برای مقابله با بُری‌خان بپیوندد.
سربازان امپراتوری به روستای مولان می‌رسند و ژو، پدر مولان، مجبور می‌شود داوطلب شود؛ چراکه فرزندی پسر ندارد. اما به‌دلیل آسیب‌دیدگی پایش، در برابر سربازان زمین می‌خورد. مولان که می‌داند پدرش در میدان جنگ شانسی برای زنده‌ماندن ندارد، زره، شمشیر و اسب او را برمی‌دارد و پنهانی از خانه می‌گریزد تا به‌جای او به ارتش بپیوندد. او به اردوگاه آموزشی می‌رسد؛ جایی که فرمانده آن، تونگ، از همرزمان قدیمی ژو است. مولان، بی‌آن‌که هویت واقعی‌اش فاش شود، در کنار سربازان دیگر که همگی بی‌تجربه‌اند، تحت آموزش سخت تونگ به یک سرباز ورزیده تبدیل می‌شود.
با پیشروی سریع ارتش بُری‌خان، فرمانده تونگ تمرینات را ناتمام رها کرده و نیروهایش را به نبرد می‌فرستد. مولان از گروه جدا می‌افتد و با شیانیانگ روبه‌رو می‌شود. شیانیانگ، که فهمیده مولان خود را به‌جای مرد جا زده، او را تحقیر می‌کند. تلاش‌هایش برای کشتن مولان به‌دلیل بند چرمی که سینه‌اش را برای پنهان‌سازی هویتش بسته، ناکام می‌ماند. مولان لباس مردانه‌اش را کنار می‌گذارد و هم‌زمان با آغاز حملهٔ روئوران‌ها به نیروهای امپراتوری، به میدان بازمی‌گردد. او با بهره‌گیری از کلاه‌خودهای رهاشده و مهارتش در تیراندازی، منجنیق دشمن را طوری هدایت می‌کند که به کوهستان پوشیده از برف شلیک کند و با به‌راه انداختن بهمن، بیشتر نیروهای دشمن را مدفون سازد.
مولان به اردوگاه بازمی‌گردد و چن هونگ‌هویی، سربازی که با او دوست شده، نجات می‌دهد. سپس تصمیم می‌گیرد حقیقت را به فرمانده تونگ بگوید. تونگ، طبق قانون، او را از ارتش اخراج می‌کند. مدتی بعد، شیانیانگ دوباره ظاهر می‌شود و اعتراف می‌کند که او نیز از سوی مردمش طرد شده و تنها به این خاطر در کنار بُری‌خان می‌جنگد که به برابری با او باور دارد. او همچنین فاش می‌کند که حمله به دژها صرفاً انحرافی بوده و نقشهٔ اصلی، اسیر کردن و اعدام امپراتور است، چراکه امپراتور در گذشته پدر بُری‌خان را کشته‌است.
مولان، با وجود خطر اعدام، به اردوگاه بازمی‌گردد و نیروها را از نقشهٔ دشمن آگاه می‌سازد. دوستانش از او حمایت می‌کنند و فرمانده تونگ تصمیم می‌گیرد به او اعتماد کرده و اجازه دهد واحدی را برای نجات امپراتور رهبری کند.
در همین حال، شیانیانگ با جادو خود را به‌شکل صدراعظم درمی‌آورد و امپراتور را قانع می‌کند که دعوت به نبرد تن‌به‌تن با بُری‌خان را بپذیرد. او نگهبانان قصر را از سر پست خود کنار می‌زند تا راه برای حمله باز شود. نیروهای دشمن وارد شده و قصد دارند امپراتور را زنده زنده بسوزانند. گروه مولان با سرگرم کردن دشمن، به او فرصت نجات می‌دهد. بُری‌خان سعی می‌کند با تیر او را از پا درآورد، اما شیانیانگ که تحت‌تأثیر شجاعت مولان قرار گرفته و از بُری‌خان دل‌زده شده‌است، خود را به‌شکل شاهین درمی‌آورد و با قرار گرفتن در مسیر تیر، جان خود را فدای مولان می‌کند.
در نبرد نهایی، مولان بُری‌خان را می‌کشد، هرچند پیش از آن، شمشیر پدرش توسط دشمن نابود می‌شود. او امپراتور را آزاد می‌کند. امپراتور به‌پاس دلاوری‌اش به او پیشنهاد می‌دهد که وارد گارد ویژه سلطنتی شود، اما مولان ترجیح می‌دهد به خانه‌اش بازگردد.
مولان با خانواده‌اش دیدار می‌کند. در پایان، فرستاده‌ای از سوی امپراتور، با همراهی فرمانده تونگ، به روستا می‌آید تا شمشیری نو به او اهدا کند و از او دعوت کند به‌عنوان افسر به ارتش امپراتوری بپیوندد.

## حواشی
فیلم فوق با حواشی‌هایی چند مواجه گردید، از مسائل حول محور تصمیمات مربوط به تولید فیلم گرفته تا اظهارنظرهای افراد درگیر در فیلم. مدیر مالی دیزنی، کریستین مک‌کارتی اظهار داشت که جنجال‌های ایجاد شده در این فیلم «مصائبی چند را متوجه [دیزنی] کرده‌است.»

### دیدگاه‌های ییفی لی دربارهٔ هنگ کنگ
فراخوان تحریم این فیلم از زمانی آغاز شد که ییفی لی، بازیگر نقش مولان تصویری را که توسط روزنامه دیلی پیپل، روزنامه رسمی حزب کمونیست چین، منتشر شده بود را دوباره به اشتراک گذاشت. این تصویر شامل نقل قولی از خبرنگار چینی فو گوئوهائو بود که برای روزنامه دولتی گلوبال تایمز کار می‌کرد و متعاقباً از سوی معترضین در جریان اعتراضات هنگ کنگ مورد حمله قرار گرفته بود، نقل قول فوق عبارت: «من از پلیس هنگ کنگ حمایت می‌کنم، حالا می‌توانی مرا کتک بزنی. چه شرمی برای هنگ کنگ.» این اقدام جنجالی بین‌المللی را برانگیخت، لیو متهم به حمایت از وحشیگری پلیس در هنگ کنگ شد. هشتگ، #بایکوت‌مولان، از همان زمان به بعد روند حمایت از تحریم این فیلم را آغاز کرد. در پاسخ به جنجال‌ها، لیو در نمایشگاه D23 2019 حضور پیدا نکرد.

### حذف لی شانگ
در ۲۷ فوریه سال ۲۰۲۰، جیسون تی رید، تهیه‌کننده فیلم گفت که کشش عشقی مولان به کاپیتان لی شانگ در فیلم اصلی، در پاسخ به جنبش Me Too حذف شده‌است. وی در اظهارات خود توضیح داد که «داشتن یک افسر فرمانده که علاقه جنسی نیز داشته باشد بسیار ناخوشایند بود و ما فکر نمی‌کردیم که مناسب باشد». دلیل حذف سکانس مربوطه، ملاقات با رسانه‌های اجتماعی طرفداران فیلم اصلی مولان و همین‌طور اعضای جامعه ال جی بی تی کیو بود که باور داشتند رابطه شانگ با آلتر ایگوی مرد مولان جنبه دوجنس‌گرایی دارد. رید در ابتدا از انتقادات ناشی از حذف شانگ تعجب کرد، اما تأیید کرد که این شخصیت به یک «نماد ال جی بی تی کیو» تبدیل گردیده بود و تصریح کرد که نقش شانگ توسط دو شخصیت جدید، فرمانده تونگ و چن هونگویی ایفا می‌شود.
در سپتامبر ۲۰۲۰، سینتیا وینی از CBR نوشت که تعاملات هونگوی با مولان «همجنس‌خواهانه‌تر» از لی شانگ در نسخه انیمیشن است و به همین ترتیب «می توان به عنوان دوجنس گرایی قلمداد گردد». لورن پوکت از شرکت هارپرز بازار نوشت: "برخی از طرفداران استدلال #MeToo را درک کردند و با آن موافق بودند. دیگران این مسئله را توهین آمیز دانستند، با این استدلال که شانگ هرگز از موقعیت فرماندهی خود برای مجبور کردن زنی در رابطه عاشقانه استفاده نمی‌کند. او منتظر ماند تا بعد از آنکه وی دیگر تحت فرمان او قرار نداشت پی روابط عاشقانه برود. و به هر حال، این مولان بود که به او کشش داشت! [. . .] علی رغم جذابیت [هنگویی]، او به سختی همان احترامی را که لی شانگ شجاع و زیبا داشت برای او قائل بود. "

### عدم تنوع در تیم تولید
انتقادات در مورد این بود که تیم تولید عمدتاً از سفیدپوستان تشکیل شده بود، مانند کارگردان، طراح لباس و فیلم نامه نویس و….
دیزنی به دلیل استخدام کارگردانی سفیدپوست برای این فیلم، به جای کارگردان آسیایی، انتقاداتی را دریافت کرد. نیکی کارو، کارگردان، در مصاحبه ای در فوریه سال ۲۰۲۰ با هالیوود ریپورتر، در پاسخ به انتقادات گفت: "اگرچه این یک افسانه چینی بسیار مهم است و در فرهنگ و تاریخ چین قرار دارد، اما فرهنگ دیگری در اینجا وجود دارد که فرهنگ دیزنی است و کارگردان، هر کسی که می‌بود، نیاز داشت تا بتواند از پس هر دو کار برآید - و من [برای انجام آن] اینجا هستم. " کارو در مصاحبه ای در اوت سال ۲۰۲۰ با فیلم اسکول رجکت، بیشتر به انتقادات پاسخ داد و گفت: "اولا، من در برابر این ادعا می‌ایستم که شما به فردی بگویید که چه کسی می‌تواند داستانی را [بهتر] بازگو کند. به نظرم کمی شبیه سانسور است. یک هنرمند خود را ابراز می‌کند و مسئولیت آن بر دوش هنر است. این مسئله قضاوت خواهد شد - و باید مورد قضاوت هم قرار گیرد. وجه دیگر آن این است که افراد متنوع تر باید اجازه قصه گویی داشته باشند. این همان چیزی است که به آن می‌رسد. افرادی که برای انواع داستان‌ها استخدام می‌شوند، باید تنوع بیشتری داشته باشند. نمی‌تواند صرفاً سفیدپوستانی باشد که برای ساخت فیلم اجیر می‌شوند، مهم نیست که موضوع چیست. فرهنگ ما برای تنوع بیشتر غنی تر خواهد شد و هنر، فیلم، تلویزیون بهتر خواهد بود. هرچه این مکالمه بیشتر انجام شود، به هنرمندان متنوع فرصت بیشتری داده می‌شود. "

### فیلمبرداری در سین کیانگ

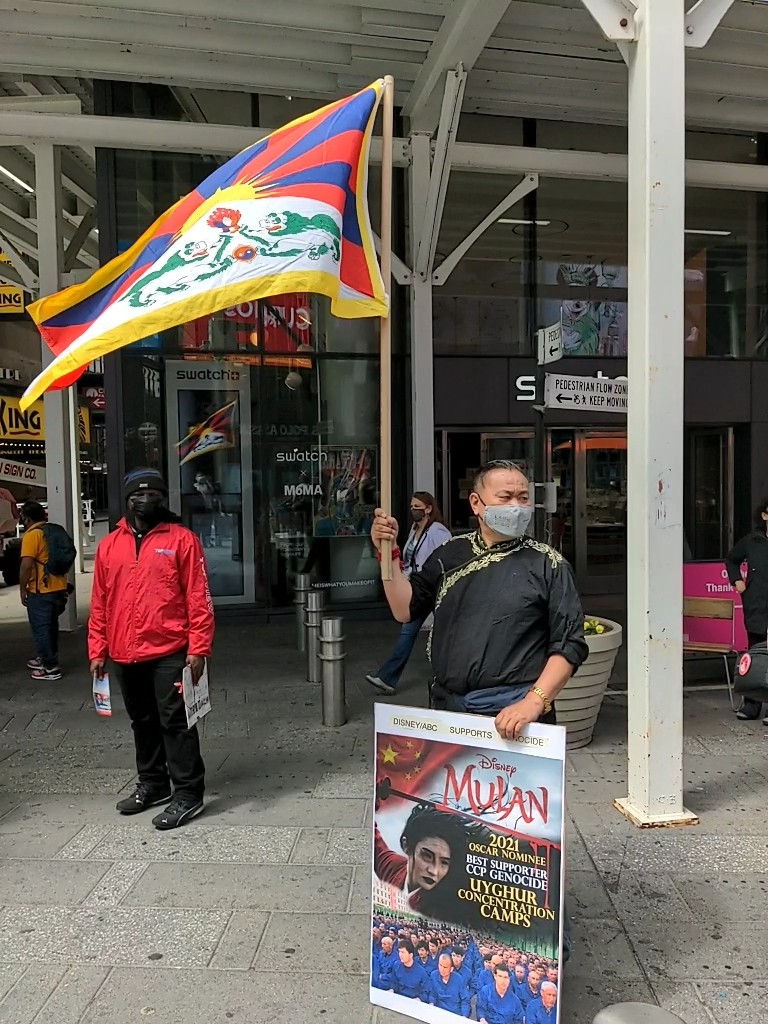
اعضای پراکنش تبتی‌های نیویورک در ۱۴ آوریل ۲۰۲۱ در میدان تایمز به فیلم مولان ۲۰۲۰ اعتراض کردند. معترضین پلاکاردهایی در دست داشتند که از نامزدی اسکار فیلم انتقاد می‌کردند و دیزنی / ABC را به نادیده گرفتن نقض حقوق بشر در سین کیانگ متهم می‌کردند.

همچنین انتقاداتی به این واقعیت که فیلمبرداری فیلم در منطقه خودمختار سین کیانگ انجام شده، وارد شد، جایی که اردوگاه‌های کار اجباری سین‌کیانگ، حاوی تا یک میلیون شهروند ترک تبار در آن واقع شده‌اند. در پایان تیتراژ، این فیلم از چندین نهاد دولتی در سین کیانگ، از جمله اداره امنیت عمومی سین کیانگ در تورپان، که اردوگاه‌های داخلی را اداره می‌کند، و چندین کمیته محلی بخش تبلیغات حزب کمونیست چین تشکر ویژه می‌کند. دفتر امنیت عمومی در تورپان در اکتبر ۲۰۱۹ به فهرست نهادهای اداره صنعت و امنیت اضافه گردید.
به گفته رویترز، پس از اینکه جنجال در مورد ارتباط فیلم با سین کیانگ در خارج از کشور آغاز شد، دولت چین به رسانه‌ها دستور داد که خبر انتشار مولان را پخش نکنند. در کنفرانسی در ۱۰ سپتامبر، مدیر مالی دیزنی، کریستین مک‌کارتی در پاسخ به این جنجال گفت که "تقریباً تمام" فیلم در نیوزلند فیلمبرداری شده‌است، اما از ۲۰ مکان چینی برای "به تصویر کشیدن دقیق برخی از منظره و جغرافیای منحصر به فرد کشور استفاده شده‌است ". جاش هاولی سناتور آمریکایی نامه ای به مدیر عامل دیزنی باب چاپک ارسال کرد که از جمله توضیحات مربوط به دخالت دولت چین در فیلم را مورد توجه قرار داده‌است. بنیاد حقوق بشر همچنین نامه ای به چاپک فرستاد و از دیزنی خواست که نقض حقوق بشر را محکوم کرده و اهدای بخشی از درآمد این فیلم را برای ارتقاء حقوق بشر در سین کیانگ در نظر بگیرد.
در سپتامبر سال ۲۰۲۰، ۱۳۵ نمایندگان مجلس انگلیس با امضای نامه ای در محکومیت نقض حقوق بشر در چین، خطاب به لیو زیائومینگ، سفیر چین در بریتانیا ارسال گردید، این طومار در پاسخ یک مستند ساخته بی‌بی‌سی نوشته شده بود که جزئیات تولید مولان را شرح می‌داد. در ۷ اکتبر سال ۲۰۲۰، سیاستمدار بریتانیایی، ایین دانکن اسمیت ، به انتقاد از فیلمبرداری در سین کیانگ و دفاع از دیزنی از این اقدام، ایمیلی به دیزنی فرستاد. آیین در توییتر واکنش نشان داد و گفت: «به نظر نمی‌رسد سیاست شرکت دیزنی به مسائل حقوق بشر اهمیت دهد».